# Нишское соглашение (2002)
Нишское соглашение (серб. Нишки споразум, макед. Нишка согласност, Нишка спогодба, полное название Проект соглашения о восстановлении церковного единства, серб. Нацрт споразума о васпостављању црквеног јединства) — договор между Сербской православной церковью и Македонской православной церковью, подписанный 17 мая 2002 года с целью преодоления раскола.
Хотя он был подписан тремя митрополитами раскольнической Македонской православной церкви, позже под давлением властей Республики Македония они отказались от своих подписей. Верным договору остался только митрополит Велешский Иоанн (Вранишковский), возглавивший созданную позднее в результате договора Православную Охридскую архиепископию.

## Содержание
После распада Югославии, падения коммунистического режима и избрания патриарха Павла предстоятелем Сербской православной церкви активизировались попытки найти решение возникшего в 1967 году раскола с односторонним объявлением автокефалии Македонской православной церкви. 3 марта 1992 года в Белграде начались переговоры между СПЦ и МПЦ, продолжившиеся 15-16 апреля 1992 года в Монастыре Калишта, но не давшие результатов. 14 января 2001 года в монастыре святого Наума близ Охрида переговорные комиссии СПЦ и МПЦ разработали предварительный текст договора о восстановлении канонического общения. В результате 17 мая 2002 года члены комиссии по диалогу между церквами, три иерарха находившейся в расколе Македонской православной церкви — митрополити Австралийский Петр (Каревский), митрополит Дебарско-Кичевский Тимофей (Йовановский), митрополит Струмишкий Наум (Илиевский), и три иерарха Сербской православной церкви — митрополит Черногорско-Приморский Амфилохий (Радович) и епископ Нишский Ириней (Гаврилович), епископ Бачский Ириней (Булович) и епископ Враньский Пахомий (Гачич), подписывают в Нише соглашение, согласно которому Сербская церковь признает «широчайшую церковную автономию» существующих епархий в Республике Македония. Допускается во внутренних церковных отношениях Республики Македонии Использовать прежнее название «Македонская православная церковь», но официально название должно быть изменено на «Охридская архиепископия». Сохранились лишь следующие признаки автономии: избрание главы Македонской православной церкви утверждаться Сербским патриархом и главой Македонской православной церкви при литургии первым упоминать имя патриарха Сербского.

## Реакция
Договор был принят пятью из семи иерархов Республики Македония. Однако в результате сильной медийной кампании против договора и давления со стороны государственной власти с целью добиться его отмены, три подписавших митрополита отозвали свои подписи. 28 мая 2002 года на пресс-конференции они заявили, что в Ниш подписан только рабочий документ, согласно которому Македонская православная церковь приобретает автономный статус с возможным изменением имени в Охридской архиепископии, но окончательное решение будет объявлено главами обеих церквей и будет содержать их подписи на исправленной версии документа.
Нишское соглашение было принято исключительно от митрополитом Велешским Иоанном (Вранишковским), который в сентябре 2002 года стал главой новообразованной автономной церковной организации Православной охридская архиепископия на территории Республики Македония. После этого он был неоднократно арестован, осужден и провёл долгие годы в тюрьме.
Сербская Церковь продолжает настаивать на том, чтобы переговоры о вступлении в каноническое единство велись на основе Нишского соглашения, в то время как Македонская православная церковь отвергла его. Так, например, в 2012 году один из подписавших Нишское соглашение, митрополит Петр (Каревский), уже митрополит Преспанско-Пелагонийский, председатель комиссии по переговорам с Сербской и другими церквами, сказал, что с точки зрения условий договора интронизация предстоятеля МПЦ происходит после согласия сербского патриарха: «Этого никогда не было и никогда не будет. И в соответствии с первым уставом МПЦ, выборы предстоятеля осуществляются нашей церковью. До сих пор у нас было пять архиепископов, и все они были избраны одинаковым образом. В отсутствие Патриарха интронизацию совершает старейший епископ церкви. Каждая церковь должна организовать свою собственную жизнь. Никто не может этому помешать». «Мы ни в коем случае не согласимся на переговоры с СПЦ в соответствии с так называемым Нишским соглашением, которое выходит за рамки того пути, по которому мы хотим двигаться. Пути назад нет».